# وارپالوتا
وارپالوتا (به مجاری: Várpalota) در وِسپرِم در کشور مجارستان واقع شده‌است. جمعیت این شهر ۲۰٫۹۲۷ نفر است.